# Fâssi
Fâssi är en ort i Komorerna.   Den ligger i distriktet Grande Comore, i den nordvästra delen av landet, 30 km norr om huvudstaden Moroni. Fâssi ligger 36 meter över havet och antalet invånare är 490.
Terrängen runt Fâssi är kuperad åt sydost, men åt nordost är den platt. Havet är nära Fâssi åt nordväst. Runt Fâssi är det tätbefolkat, med 411 invånare per kvadratkilometer. Närmaste större samhälle är Mbéni, 16,5 km sydost om Fâssi. Omgivningarna runt Fâssi är en mosaik av jordbruksmark och naturlig växtlighet.